# Liste von Bergwerken im Kreis Steinfurt

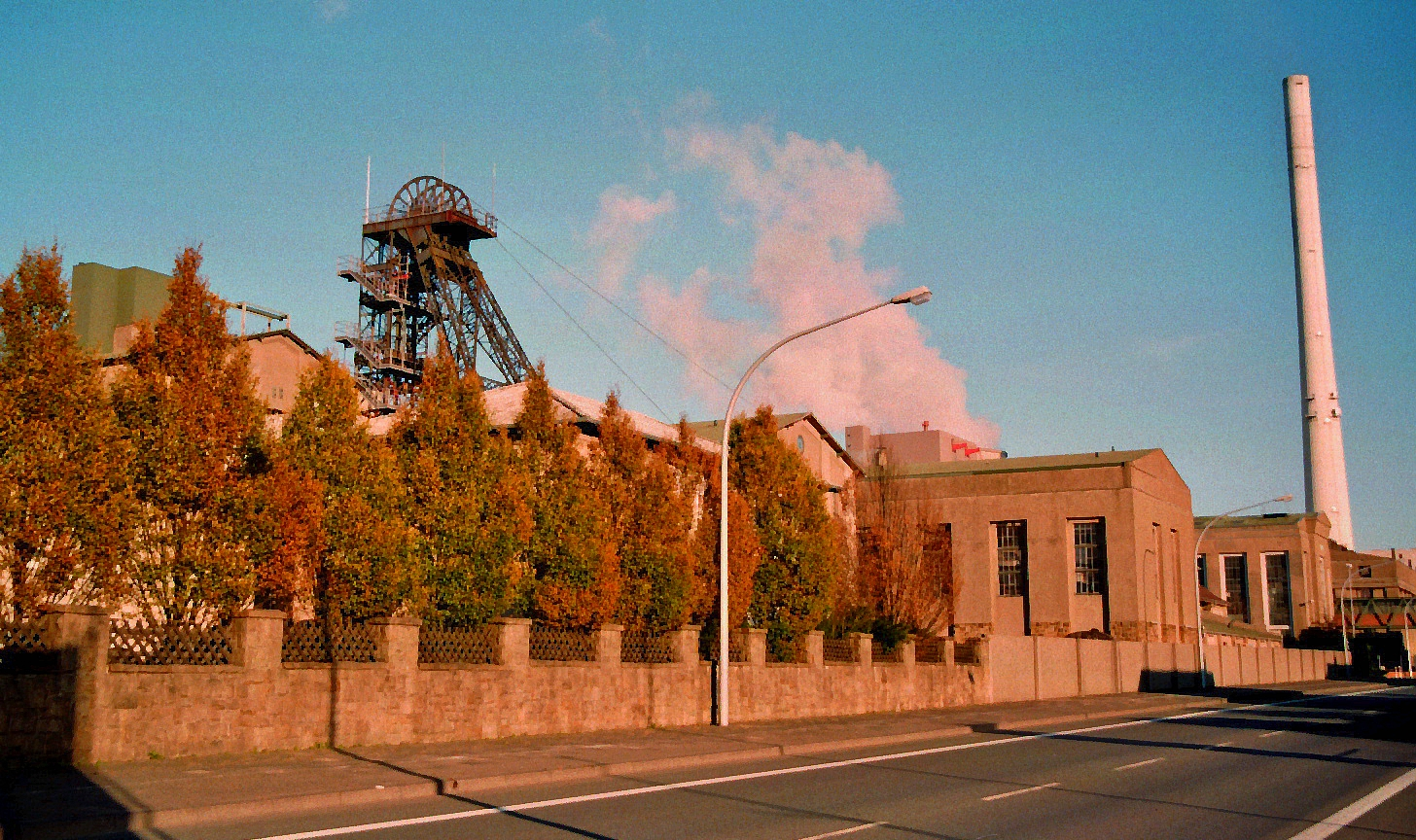
Von-Oeynhausen-Schacht, Ibbenbüren, 2011

Die Liste von Bergwerken im Kreis Steinfurt umfasst die stillgelegten Bergwerke in Kreis Steinfurt, Nordrhein-Westfalen. Sie zählen zum östlichen Teil des Ibbenbürener Steinkohlenreviers. Ferner gab es auch einen Erzbergbau.

## Geschichte
Unter dem Dickenberg und Schafberg befindet sich ein räumlich eng begrenzten Karbonhorst mit Flözen.
Die Region weist fast 400 Jahre Bergbaugeschichte auf.
Der Nordschacht des Bergwerks Ibbenbüren hat mit einer Teufe von 1545 Metern den tiefsten Schacht Europas. In den 1950er Jahren arbeiteten rund 12.000 Menschen in dem Bergwerk. Die Kohleförderung endete im August 2018. Das benachbarte Kraftwerk Ibbenbüren war noch bis Mitte 2021 in Betrieb.

## Liste
Die Zeitpunkte bedeuten ggf. auch den Verleih der Rechte, Beginn der Teufe, bzw. Verfüllung und Abriss bis zur endgültigen Schließung. Ggf. standen die Anlagen auch zwischenzeitlich still.

### Kohle
| Name                | Stadt und Ortsteil         | Beginn      | Ende            | Anmerkungen | Lage |
| ------------------- | -------------------------- | ----------- | --------------- | --- | ---- |
| Adlerstollen        | Ibbenbüren-Laggenbeck      | 1741        |                 | auch Preußische Adlerstollen genannt; 368 m lang; Wasserlösung der Zeche Schafberg | ⊙    |
| Alte Mieke          | Ibbenbüren-Uffeln          | 1921        | 1946            | Pachtgrube (Beginn 26. Februar 1921); Abbau ab 1923; zu Mieke gehörig |      |
| Anneliese           | Westerkappeln              | 1819        | 1950            | bis zu 100 Belegschaftsmitglieder | ⊙    |
| Barbara             | Ibbenbüren-Uffeln          |             |                 | Pachtgrube |      |
| Bismarck            | Ibbenbüren                 |             |                 | Pachtgrube |      |
| Bomberg             | Ibbenbüren                 | 1950        | 1952            | |      |
| Buchholz            | Ibbenbüren                 | 1731        | 1979            | Buchholzer Stollen (1752-1866); Steinbecker Gesenk (1942-1979); Schacht Louise (1897-1866) |      |
| Concordia           | Ibbenbüren                 | 1924        | 1928            | Pachtgrube am Morgensternschacht im Osten; als Zeche Morgenstern bekannt |      |
| Dickenberg          | Ibbenbüren-Dickenberg      | 1691        | 1825            | Dickenberger Oberstollen (1691-97); Dickenberger Tiefenstollen (1.7.1771, 7,5km lang mit 5 Lichtlöchern) |      |
| Glücksburg          | Ibbenbüren                 | 1846 (vor)  |                 | Anthrazitkohle; Glücksburger Mittelstollen (1807-1848, 288 m lang); Abendsternschacht (1822); Beustschacht (1841-70); 1846 Konsolidation mit Schafberg und Buchholz |      |
| Bergwerk Ibbenbüren | Ibbenbüren / Mettingen     | 1646        | 2018-12-04/2021 | Anthrazitkohle; 1846 Konsolidation der Gruben Glücksburg und Schafberg; 1955 Nordschacht mit 1.545 m Teufe; 1888/92-2018 Theodorschacht; 1860/65 Schacht Von Oeynhausen 1 (415 m tief); 1871/72 Schacht Von Oeynhausen 2 (339 m tief); 1930/32 Schacht Von Oeynhausen 3 (868 m tief); 1957 7.947 Belegschaftsmitglieder; Maximale Förderung (1971) 2.770.648 t | ⊙    |
| Johann Heinrich     | Ibbenbüren                 |             |                 | Pachtgrube |      |
| Kuno                | Riesenbeck / Ibbenbüren    | 1897 (um)   |                 | [ 6 ] |      |
| Mathilde            | Ibbenbüren                 | 1945 (nach) |                 | Pachtgrube im Westen von Ibbenbüren |      |
| Mieke               | Uffeln                     | 1923        | 1964            | Pachtgrube | ⊙    |
| Neue Mieke          | Uffeln                     | 1948        | 1964-06-01      | Pachtgrube; im Barbarafeld nördlich der Alte Mieke; Abbau ab 1948; zu Mieke gehörig; Schächte Hugo und Barbara; Förderung 1963: 37.232 t mit 120 Arbeitern |      |
| Perm                | Ibbenbüren-Laggenbeck      | 1951        | 1960            | Förderung jährlich etwa 60.000 t Kohle | ⊙    |
| Schafberg           | Westerkappeln              | 16. Jh.     |                 | Anthrazitkohle; 1846 Konsolidation mit Glücksburg; 1824/26-1979 Morgensternschacht (348 m Teufe), Oberstollen (1752-1826); Tiefer Stollen (1804/24-1973, 1.433 m lang) | ⊙    |
| Teutoburg           | Brochterbeck / Tecklenburg | 1871 (um)   |                 | [ 7 ] |      |
| Unverhofft VII      | Osterberg                  | 1874 (um)   |                 | [ 7 ] |      |
| Zeche Ostfeld       | Ibbenbüren                 |             |                 | |      |
| Zeche Westfeld      | Ibbenbüren                 |             | 1979            | |      |

### Erze (und Salze)
| Name                 | Stadt und Ortsteil                                                             | Beginn        | Ende    | Anmerkungen | Lage |
| -------------------- | ------------------------------------------------------------------------------ | ------------- | ------- | --- | ---- |
| Agatha               | Alstedde                                                                       | 1874 (um)     |         | Eisen |      |
| Alstede I            | Mettingen                                                                      | 1860          |         | Zink?, Blei? |      |
| Alstede II           | Mettingen                                                                      | 1863 (um)     |         | Zink, Blei |      |
| Alstede IIII         | Mettingen                                                                      | 1863 (um)     |         | Zink?, Blei? |      |
| Alstede IV           | Mettingen                                                                      | 1863          |         | Zink?, Blei? |      |
| Andreas Hütte        | Wettringen / Ochtrup / Legden / Horstmar / Darfeld                             | 1866 (um)     |         | Eisen; Raseneisensteindistriktfeld |      |
| Armin                | Ibbenbüren                                                                     | 1966 (vor/um) |         | Zink, Blei |      |
| Beharrlichkeit       | Mettingen                                                                      | 1863 (um)     |         | Zink?, Blei? |      |
| Bertuch              | Wersen                                                                         | 1899 (um)     |         | Steinsalz |      |
| Carl                 | Recke / Schale / Malverde / Mettingen                                          | 1851 (um)     |         | Eisen |      |
| Christine            | Wettringen                                                                     | 1960 (um)     |         | Schwefelkies |      |
| Deutschland          | Ochtrup / Gronau / Epe / Heek / Langenhorst / Welbergen / Wettringen / Metelen | 1950 (vor/um) |         | Eisen; Konsolidation; Raseneisensteindistriktfeld |      |
| Die Strotte          | Lotte / Cappeln / Mettingen                                                    | 1854 (um)     |         | Eisen; Raseneisensteindistriktfeld |      |
| Eisenwerk Nr. 9      | Wettringen                                                                     | 1950 (um)     |         | Eisen |      |
| Eisenwerk Nr. 10     | Wettringen                                                                     | 1950 (um)     |         | Eisen |      |
| Eisenwerk Nr. 11     | Wettringen / Ohne                                                              | 1950 (um)     |         | Eisen |      |
| Eisenwerk Nr. 12     | Wettringen                                                                     | 1950 (um)     |         | Eisen |      |
| Elise                | Altenrheine                                                                    | 1862 (um)     |         | Eisen; Raseneisensteindistriktfeld |      |
| Friedrich-Wilhelm    | Ibbenbüren                                                                     | 1806          | 1941    | Eisen, Zink (Bergerze); Eisenerz-Distriktfeld; 1806 Abbau im Tagebau (A); 1877 Friedrich-Wilhelm-Stollen; Alexander-Stollen; 1850 Georgschacht; 1850 Carlschacht (36 m tief); 1889 Schacht Theodor (61,2 m tief); Schacht Osten III (63,5 m tief); 1921 Tiefbauende; Tagebauförderung 1936–1941 | ⊙    |
| Glückauf             | Cappeln / Ibbenbüren                                                           | 1866 (um)     |         | Eisen |      |
| Gottesgabe           | Brochterbeck                                                                   | 1874 (vor/um) |         | Salzsole |      |
| Graf Tecklenburg     | Cappeln / Ledde                                                                | 1860 (um)     |         | Eisen |      |
| Graf Tecklenburg I   | Cappeln / Ledde                                                                | 1860 (um)     |         | Eisen |      |
| Graf Tecklenburg II  | Cappeln / Lotte                                                                | 1860 (um)     |         | Eisen |      |
| Graf Tecklenburg III | Lotte                                                                          | 1860 (um)     |         | Eisen |      |
| Graf Tecklenburg IV  | Lotte / Leeden / Cappeln                                                       | 1860 (um)     |         | Eisen |      |
| Hector               | Ibbenbüren                                                                     | 1856          | 1916    | Eisen, Kupfer; südlich Zeche Preußisch Meppen; am östlichen Ende des Schafbergs; 5 Tiefbausohlen; Abbau ab 1861; 1861 Alter Ostschacht (57,7 m tief); 1870 Westschacht (43,6 m tief); 1885/86-1916 Südschacht (5 Tiefbausohlen bis 87,4 m Teufe); Alter Nordschacht; Hangendtrumschacht (65 m tief); bis zu 185 Belegschaft | ⊙    |
| Horst                | Mettingen                                                                      | 1868          | 1901    | Eisen, Blei, Zink; Stollen auf 73 m üNN; 1883 konsolidiert mit Muck zu Muck und Horst |      |
| Hugal                | Wettringen                                                                     | 1960 (um)     |         | Salz |      |
| Ibbenbüren           | Alstedde                                                                       | 1866 (um)     |         | Zink |      |
| Iduna                | Leeden                                                                         | 1875 (um)     |         | Eisen |      |
| Johannes             | Wersen                                                                         | 1878 (um)     |         | Eisen |      |
| Joseph               | Dreierwalde / Hörstel / Bevergern / Riesenbeck / Steinfurt                     | 1846 (vor/um) |         | Eisen; Raseneisensteindistriktfeld; auch Josef geschrieben |      |
| Louise               | Westerkappeln                                                                  | 1875 (um)     |         | Eisen |      |
| Marie                | Riesenbeck                                                                     | 1884 (um)     |         | Salzsole |      |
| Muck                 | Mettingen                                                                      | 1868          | 1901    | Eisen, Blei, Zink; 1883 konsolidiert mit Horst zu Muck und Horst |      |
| Muck und Horst       | Mettingen                                                                      | 1868          | 1901    | Eisen, Blei, Zink; 1883-93 Bleichschacht; 1893 mit Zeche Preußisch Meppen zu Zeche Oranien; Stollen Roter Bach |      |
| Oranien              | Mettingen                                                                      | 1893          | 1901    | Eisen, Blei, Zink; 1883 konsolidiert aus Preußisch Meppen und Muck und Horst; 1902 zu Perm |      |
| Perm                 | Riesenbeck                                                                     | 1866          | 1921-03 | Blei, Zink, Schwefelkies, Eisenocker; in der Nähe des Adlerstollen; konsolidiert aus Beharrlichkeit und Altstede i-IV; auch Neu-Alstedde III genannt; 1881-1912 Permer Stollen (auf 75 m üNN; Stollensystem ~7 km lang); ca. 1862-1921 Schacht Perm (66 m Teufe); Alter Schacht (Wasserhaltungsschacht II, 66 m tief); 1907 Wetterschacht (41,8 m tief); Wasserhaltungsschacht (65,5 m tief); 1907 Tiefbauschacht Perm (34,3 m tief); bis zu 500 Belegschaftsmitglieder | ⊙    |
| Petra                | Wettringen                                                                     | 1960 (um)     |         | Salzsole |      |
| Preußisch Meppen     | Ibbenbüren                                                                     | 1862          | 1904    | Eisen; 1893 mit Zeche Muck & Horst konsolidiert zu Zeche Oranien; Schacht Marten (2 Sohlen); Schacht Wilhelm; zwei nicht miteinander verbundene Abbaugebiete; Anschluss an den Tiefen Schafberger Stollen | ⊙    |
| Rheine III           | Rheine                                                                         | 1867 (um)     |         | Eisen |      |
| Rheine IV            | Rheine                                                                         | 1902 (um)     |         | Eisen |      |
| Rheine V             | Rheine                                                                         | 1902 (um)     |         | Eisen |      |
| Salzreich I          | Ochtrup                                                                        | 1960 (um)     |         | Steinsalz |      |
| St. Rochus           | Ibbenbüren                                                                     | 1852          | 1883    | Galmei; Tagebau am Rochus; mehrere Versuchsstollen (mit Längen bis 68 m; alle auf 122-152 m ü NN) |      |
| Steinbeck II         | Recke                                                                          | 1867 (um)     |         | Blei, Kupfer |      |
| Therese              | Ibbenbüren                                                                     | 1862          | 1917    | |      |
| Uffeln               | Uffeln                                                                         | 1867 (um)     |         | Blei |      |
| Velpe                | Cappeln                                                                        | 1866 (um)     |         | Blei |      |
| Westphalia           | Wettringen                                                                     | 1967 (um)     |         | Eisen |      |
| Wilhelm              | Cappeln                                                                        | 1874 (um)     |         | Kupfer |      |
| Wolbeck I            | Rheine                                                                         | 1900 (vor/um) |         | Eisen |      |
| Wolbeck II           | Rheine                                                                         | 1891 (um)     |         | Eisen |      |
| Wolbeck III          | Rheine                                                                         | 1900 (vor/um) |         | Eisen |      |
| Wolbeck IV           | Rheine                                                                         | 1893 (um)     |         | Eisen |      |
| Wolbeck V            | Rheine                                                                         | 1893 (um)     |         | Eisen |      |
| Wolbeck VII          | Rheine / Neuenkirchen                                                          | 1893 (um)     |         | Eisen |      |
| Wolbeck VIII         | Rheine / Neuenkirchen                                                          | 1893 (um)     |         | Eisen |      |
| Wolbeck IX           | Rheine / Neuenkirchen                                                          | 1893 (um)     |         | Eisen |      |